# Eileen Jenal
Vanida Eileen Jenal (* 23. Juli 1999) ist eine ehemalige deutsche Nationalspielerin in der Boulespiel-Sportart Pétanque im Deutschen Boccia-, Boule- und Pétanque-Verband. Sie war mehrfach deutsche Meisterin und Teilnehmerin bei Europa- und Weltmeisterschaften sowie bei den World Games 2022.

## Karriere
Jenal spielt nach eigenen Angaben seit 2009 Boule und ist seit 2012 im Nationalkader. Im September 2024 erklärte sie zusammen mit zwei anderen Nationalspielerinnen ihren Rücktritt aus der Nationalmannschaft. Sie spielte zunächst für die BF Saarwellingen und für den Boule-Club Niedersalbach in der Pétanque-Bundesliga an. 2024 tritt sie für den FV 07 Diefflen an.
Im Frauen-Triplette gewann sie 2018 die Bronzemedaille bei den Europameisterschaften und 2022 die Bronzemedaille bei den Weltmeisterschaften und war 2017 und 2019 im Juniorinnenbereich der Espoirs (U23) mit Gold, Silber und Bronze bei Europameisterschaften im Triplette und Tir de Precision (Präzisionsschießen) äußerst erfolgreich.
Sie ist Rechtshänderin, spielt bevorzugt die Spielposition Milieu und hat Kugeln im Gewicht 680 Gramm bei 72 mm Durchmesser. Jenal ist angehende C-Trainerin und gibt in der Bouleschule von Sönke Backens als Bouletrainerin Kurse.

## Erfolge

### International

#### Espoirs (U23)
- 2017: 1. Platz Europameisterschaft Frauen Triplette zusammen mit Luzia Beil, Kerstin Lisner und Julia Reimers
- 2017: 2. Platz Europameisterschaft 2017 Tir de Precision
- 2018: Teilnahme an der Europameisterschaft  Espoirs
- 2019: 3. Platz Europameisterschaft Frauen Triplette zusammen mit Luzia Beil, Jennifer Schüler und Dominique Probst
- 2019: 1. Platz Europameisterschaft 2017 Tir de Precision[5][6]

#### Erwachsene
- 2018: 3. Platz Europameisterschaft Frauen Triplette (zusammen mit Luzia Beil, Verena Gabe und Anna Lazaridis)
- 2019: Teilnahme an der Weltmeisterschaft
- 2021: Siegerin im Damenturnier der Mondial la Marseillaise à Pétanque (zusammen mit Dominique Probst und Luzia Beil)[7]
- 2022: 3. Platz Weltmeisterschaft Frauen Doublette (zusammen mit Verena Gabe)
- 2022: Teilnehmerin bei den World Games (4. Platz im Frauen Doublette zusammen mit Verena Gabe, 5. Platz im Wettbewerb Tir de Precision)
- 2023: Teilnahme an der Weltmeisterschaft
- 2024: Teilnahme an der Europameisterschaft[8]

### National
Bei den Minimes (U12), Cadets (U15), Juniors (U18), Espoirs (U23) und Erwachsenen:
- 2010: 1. Platz Deutsche Meisterschaften Triplette (Minimes) zusammen mit Sven Laube und Maurice Racz[10]
- 2012: 2. Platz Deutsche Meisterschaften Triplette (Cadets) zusammen mit Sven Laube und Fabian Eberhardt
- 2013: 1. Platz Deutsche Meisterschaften Triplette (Cadets) zusammen mit Anna D'anna und Daniel Burkardsmaier
- 2013: 1. Platz Deutsche Meisterschaften Tir de Precision (Jugend)
- 2015: 3. Platz Deutsche Meisterschaften Triplette (Juniors) zusammen mit Sven Laube und Pascal Müller
- 2015: 2. Platz Deutsche Meisterschaften Triplette (Frauen) zusammen mit Jennifer Schüler und Ann-Kathrin Weißbäcker
- 2016: 3. Platz Deutsche Meisterschaften Tir de Precision (Jugend)
- 2016: 3. Platz Deutsche Meisterschaften Triplette (Juniors) zusammen mit Sven Laube und Fabian Eberhardt
- 2016: 3. Platz bei den deutschen Vereinsmeisterschaften mit dem Boule-Club Niedersalbach
- 2017: 3. Platz Deutsche Meisterschaften Triplette (Espoirs) zusammen mit Sven Laube und, Alex Baumann
- 2018: 3. Platz Deutsche Meisterschaften Tir de Precision (Espoirs)
- 2018: 3. Platz Deutsche Meisterschaften Tir de Precision Frauen
- 2019: 2. Platz Deutsche Meisterschaften Doublette Mixte zusammen mit Sönke Backens
- 2019: 1. Platz Deutsche Meisterschaften Triplette (Frauen) zusammen mit Melody Berger und Mercedes Lehner
- 2019: 2. Platz Deutsche Meisterschaften Tir de Precision Frauen
- 2019: 1. Platz Deutsche Meisterschaften Triplette (Espoirs) zusammen mit Leon Gotha-Jecle und Marco Kowalski
- 2021: 3. Platz Deutsche Meisterschaften Tir de Precision Frauen
- 2021: 2. Platz Deutsche Meisterschaften Tir de Precision (Espoirs)
- 2021: 1. Platz Deutsche Meisterschaften Triplette (Espoirs) zusammen mit Daniel Burkardsmaier und Aaron Bales
- 2022: 3. Platz Deutsche Meisterschaft Triplette zusammen mit Justin Neu und Diol Abdoulaye
- 2024: 1. Platz Deutsche Meisterschaften Tir de Precision Frauen
- 2025: 1. Platz Deutsche Meisterschaft Doublette mixte zusammen mit Justin Neu
- 2025: 3. Platz Deutsche Meisterschaften Tir de Precision Frauen

## Privates
Jenal wohnt in Saarwellingen.